# X-Men: Era Apocalypse’a
X-Men: Era Apocalypse’a (ang. X-Men: Age of Apocalypse) – amerykański komiksowy crossover, na łamach serii komiksowych związanych z X-Men, wydany przez Marvel Comics w 1995 roku.
Podczas całego wydarzenia regularnie publikowane komiksy z X-Men zostały zastąpione nowymi miniseriami związaną z X-Men, skupiającą się na różnych drużynach i osobach w świecie Age of Apocalypse, w tym X-Calibre, Gambit and the X-Ternals, Generation Next, Astonishing X-Men, Amazing X-Men, Weapon X, Factor X, X-Man and X-Universe. Wydarzenie rozpoczynały i kończyły dwa one shoty – X-Men Alpha i X-Men Omega.
W Polsce X-men: Era Apocalypse’a ukazała się nakładem wydawnictwa Mucha Comics w latach 2020-2022, w formie czterech tomów zbiorczych.

## Fabuła
Psychopatyczny mutant, David Haller vel Legion cofa się w czasie, aby zabić Magneto, zanim ten będzie mógł popełnić różne zbrodnie przeciwko ludzkości. Jednak zamiast niego Legion przypadkowo zabija swego ojca – profesora Charlesa Xaviera. Śmierć Xaviera sprawia, że mutant Apocalypse atakuje świat dekadę wcześniej niż w pierwotnej linii czasu, podbijając całą Amerykę Północną, gdzie mutanci są klasą rządzącą, a ludzkość zostaje skazana na ludobójstwo. Aby jeszcze bardziej upewnić się, że nikt nie zostanie mu wyzwany lub cofnie okoliczności, które doprowadziły do jego panowania, każe ścigać wszystkich z telepatycznymi lub chronalnymi zdolnościami. Apocalypse’owi przeciwstawia się Wysoka Rada Ludzi działająca w Europie oraz kilka frakcji mutanckiego ruchu oporu, w tym grupa mutantów dowodzona przez Magneto, który zaczął wierzyć w marzenie swojego zmarłego przyjaciela o pokojowym współistnieniu ludzi i mutantów. Ostatecznie mutantom udaje się obalić Apocalypse’a i nim dosięgnie ich nuklearna zagłada zainicjonowana przez Wysoką Radę Ludzi, odesłać w przeszłość Bishopa – jedynego ocalałego członka X-Men ze starej rzeczywistości – gdzie zapobiega zamordowaniu Xaviera, cofając całą oś czasu.

## Tomy wydane w Polsce
| Tytuł i rok wydania polskiego                            | Tytuł i rok wydania oryginalnego        | Zawartość |
| -------------------------------------------------------- | --------------------------------------- | --- |
| X-men: Era Apocalypse’a: Księga Pierwsza. Świt (2020)    | X-men: Age Of Apocalypse Omnibus (2012) | Zeszyty The Uncanny X-Men (vol. 1) #320-321 (styczeń-luty 1995), X-Men (vol. 2) #40-41 (styczeń-luty 1995), Cable (vol. 1) #20 (luty 1995), X-Men Alpha (luty 1995), Generation Next #1 (marzec 1995), The Astonishing X-Men (vol. 1) #1 (marzec 1995), Gambit and the X-Ternals #1 (marzec 1995) oraz Weapon X (vol. 1) #1 (marzec 1995)             |
| X-men: Era Apocalypse’a: Księga Druga. Rządy (2020)      | X-men: Age Of Apocalypse Omnibus (2012) | Zeszyty Factor X #1-2 (marzec-kwiecień 1995), X-Man #1 (marzec 1995), X-Calibre #1-2 (marzec-kwiecień 1995), The Amazing X-Men (vol. 1) #1-2 (marzec-kwiecień 1995), The Astonishing X-Men (vol. 1) #2 (kwiecień 1995), Gambit and the X-Ternals #2 (kwiecień 1995), Generation Next #2 (kwiecień 1995) oraz Weapon X (vol.1) #2 (kwiecień 1995)      |
| X-men: Era Apocalypse’a: Księga Trzecia. Wojna (2021)    | X-men: Age Of Apocalypse Omnibus (2012) | Zeszyty X-Man #2-3 (kwiecień-maj 1995), X-Calibre #3 (maj 1995), Factor X #3 (maj 1995), The Astonishing X-Men (vol. 1) #3 (maj 1995), The Amazing X-Men (vol. 1) #3 (maj 1995), Weapon X (vol. 1) #3 (maj 1995), Generation Next #3 (maj 1995) oraz Gambit and the X-Ternals #3 (maj 1995) oraz okładka do zeszytu X-Men Ashcan #2 (lipiec 1994)     |
| X-men: Era Apocalypse’a: Księga Czwarta. Zmierzch (2022) | X-men: Age Of Apocalypse Omnibus (2012) | Zeszyty The Astonishing X-Men (vol. 1) #4 (czerwiec 1995), Generation Next #4 (czerwiec 1995), Gambit and the X-Ternals #4 (czerwiec 1995), X-Man #4 (czerwiec 1995), X-Calibre #4 (czerwiec 1995), Factor X #4 (czerwiec 1995), Weapon X (vol. 1) #4 (czerwiec 1995), The Amazing X-Men (vol. 1) #4 (czerwiec 1995) oraz X-Men Omega (czerwiec 1995) |